# Callionyma
Callionyma é um gênero de mariposa pertencente à família Crambidae.